# Шампрено
Шампрено (фр. Champrenault) насеље је и општина у источном делу централне Француске у региону Бургоња, у департману Златна обала која припада префектури Монбар.
По подацима из 2011. године у општини је живело 30 становника, а густина насељености је износила 7,18 становника/km². Општина се простире на површини од 4,18 km². Налази се на средњој надморској висини од 520 метара (максималној 535 m, а минималној 364 m).

## Демографија
| 1962. | 1968. | 1975. | 1982. | 1990. | 1999. | 2011. |
| ----- | ----- | ----- | ----- | ----- | ----- | ----- |
| 33    | 38    | 36    | 37    | 49    | 41    | 30    |

График промене броја становника у току последњих година